# Xylocopa subzonata
Xylocopa subzonata là một loài Hymenoptera trong họ Apidae. Loài này được Moure mô tả khoa học năm 1949.